# Artedidraconidae
Artedidraconidae (Eakin, 1988) sono una famiglia di pesci attinopterigi d'acqua salata appartenente all'ordine dei Perciformes. Le specie appartenenti a questo genere sono endemiche delle acque profonde dell'Oceano Australe.

## Tassonomia
La famiglia Artedidraconidae venne descritta formalmente per la prima volta nel 1988 dall'ittiologo statunitense Richard Eakin, con un esemplare del genere Artedidraco come tipo nomenclaturale, ovvero A. mirus, descritto nel 1905 dallo zoologo svedese Einar Lönnberg: questo genere veniva prima classificato nei Harpagiferidae. Il nome scientifico del genere deriva dall'unione di Artedi, in onore del naturalista svedese Peter Artedi (1705-1735), definito il "padre dell'ittiologia, e draco, che in greco significa drago.

## Generi
La famiglia comprende 30 specie, suddivise in 4 generi:
- Artedidraco Lönnberg, 1905
- Dolloidraco Roule, 1913
- Histiodraco Regan, 1914
- Pogonophryne Regan, 1914

## Caratteristiche
I pesci artediraconidi sono caratterizzati da un corpo affusolato, dalla loro larga testa fino alla stretta pinna caudale. Posseggono due pinne dorsali, la prima contenente dai 2 ai 7 raggi spinosi e la seconda da 22 a 30 raggi molli segmentati, mentre la pinna anale tra i 14 e i 21. Mostrano larghe pinne pettoralis, di 14-21 fin raggi pinnati, mentre le pinne pelviche sono posizionate alla giugulare e contengono un singolo, lungo ed appuntito raggio spinoso, seguito da 5 raggi molli. La pinna causale presenta invece 8-11 raggi ramificati. Hanno una bocca larga e protrattile, con piccoli denti conici sulle mascelle; sul muso è posizionata una singola narice per ogni lato e sull'opercolo sono osservabili spine uncinate e appiattite. Generalmente, non sono presenti squame sulla testa e sul corpo. vi sono due linee laterali, una superiore e l'altra inferiore. Un barbiglio è esposto sul mento: questa caratteristica è quella più riconoscibile tra le specie della famiglia; la morfologia del barbiglio varia per ognuna di queste. Posseggono grandi protuberanze sferiche, molto elastiche, situate sul corpo, proprio sotto la base della pinna pettorale: queste strutture si chiamano "convexitas superaxillaris" e potrebbero avere un ruolo per la resistenza al freddo delle acque antartiche, scernendo proteine antigelo, e forse anche un ruolo sociale, dove l'ingrossamento di tali protuberanza esprimerrebbe la propria dominanza. La specie più piccola è Pogonophryne albipinna, che raggiunge una lunghezza massima di 3,8 centimetri, mentre Pogonophryne neyelovi può raggiungere i 35,5 centimetri.

## Distribuzione, habitat e biologia
Gli esemplari della famiglia Artedidraconidae sono riscontrabili nell'Oceano Australe, nelle fredde acque attorno al continente antartico e in alcune isole subantartiche: si trovano a profondità tra i 5 e i 2.500 metri dalla superficie marina. Questi pesci sono lenti e sedentari e tipicamente restano immobili nel substrato per lunghi periodi di tempo, aspettando che una preda arrivi verso di loro (normalmente si tratta di crostacei Peracarida e vermi policheti.